# Amelia Watkinson
Pour les articles homonymes, voir Watkinson.
Amelia Rose Watkinson, née le 14 septembre 1991 à Auckland est une triathlète professionnelle néo-zélandaise, multiple vainqueur sur triathlon Ironman 70.3.

## Palmarès
Le tableau présente les résultats les plus significatifs (podium) obtenus sur le circuit national et international de triathlon depuis 2014,.
| Année | Compétition                                     | Pays             | Position      | Temps           |
| ----- | ----------------------------------------------- | ---------------- | ------------- | --------------- |
| 2019  | Ironman 70.3 Gdynia                             | Pologne          | Médaille d'or | 4 h 6 min 50 s  |
| 2017  | Ironman 70.3 Bintan                             | Indonésie        | Médaille d'or | 4 h 20 min 55 s |
| 2017  | Ironman 70.3 Taupo                              | Nouvelle-Zélande | Médaille d'or | 3 h 59 min 42 s |
| 2017  | Ironman 70.3 Philippines                        | Philippines      | Médaille d'or | 4 h 29 min 17 s |
| 2017  | Championnat de Nouvelle-Zélande longue distance | Nouvelle-Zélande | Médaille d'or | 4 h 16 min 30 s |
| 2016  | Ironman 70.3 Thailand                           | Thaïlande        | Médaille d'or | 4 h 21 min 1 s  |
| 2016  | Laguna Phuket Triathlon                         | Thaïlande        | Médaille d'or | 2 h 36 min 29 s |
| 2016  | Challenge Kanchanaburi                          | Thaïlande        | Médaille d'or | 4 h 43 min 38 s |
| 2016  | Challenge Iskander Puteri                       | Malaisie         | Médaille d'or | 4 h 20 min 33 s |
| 2016  | Pattaya Triathlon                               | Thaïlande        | Médaille d'or | 2 h 33 min 51 s |
| 2016  | Ironman 70.3 Busan                              | Corée du Sud     | Médaille d'or | 4 h 21 min 38 s |
| 2016  | Weihai ITU Long Distance Series Event           | Chine            | Médaille d'or | 4 h 31 min 29 s |
| 2016  | 5150 Subic Bay                                  | Philippines      | Médaille d'or | 2 h 10 min 59 s |
| 2016  | Championnat de Nouvelle-Zélande longue distance | Nouvelle-Zélande | Médaille d'or | 4 h 16 min 26 s |
| 2014  | Challenge Gold Coast                            | Australie        | Médaille d'or | 2 h 49 min 59 s |
| 2014  | Auckland Half Ironman                           | Nouvelle-Zélande | Médaille d'or | 4 h 39 min 39 s |
| 2014  | New Plymouth Half Ironman                       | Nouvelle-Zélande | Médaille d'or | 4 h 45 min 54 s |